# Bettina Wiegmann
Bettina Wiegmann (* 7. Oktober 1971 in Euskirchen) ist eine ehemalige deutsche Fußballspielerin und heutige ‑trainerin.

## Spielerkarriere

### Vereine
In der Bundesliga war die Mittelfeldspielerin zunächst für Grün-Weiß Brauweiler und ab 1. Juli 2000 für den eigenständigen daraus ergangenen Verein FFC Brauweiler Pulheim aktiv, bevor sie 2001 in die WUSA zu den Boston Breakers wechselte. In der Saison 1996/97 gewann sie mit Brauweiler die deutsche Meisterschaft und den DFB-Pokal, nachdem sie bereits 1991 und 1994 den DFB-Pokal geholt hatten. 

### Nationalmannschaft
In der Nationalmannschaft waren ihre größten internationalen Erfolge die Gewinne der Europameisterschaften 1991, 1995, 1997 und 2001 mit der deutschen Nationalmannschaft und der Sieg bei der Weltmeisterschaft 2003 in den USA. Bettina Wiegmann trug zwischen dem 1. Oktober 1989 und dem 12. Oktober 2003 insgesamt 154 Mal das Trikot der Nationalmannschaft und erzielte dabei 51 Tore. Im Februar 1999 spielte sie zudem aus Anlass der Auslosung der Gruppen der WM 1999 mit einer FIFA-Weltauswahl gegen die Frauen-Fußballnationalmannschaft der Vereinigten Staaten. Das Spiel wird aber nicht als offizielles Länderspiel gezählt. Am 27. September 2003 übertraf sie mit ihrem 151. Spiel als erste Frau den männlichen Rekordnationalspieler Lothar Matthäus. Sie war bis November 2006 Rekordspielerin der Nationalmannschaft (abgelöst von Birgit Prinz) und wurde am 22. Oktober 2004 zur ersten Ehrenspielführerin des DFB. Bei Weltmeisterschaften erzielte sie elf Tore für Deutschland, bei Europameisterschaftsendrunden (inkl. Halbfinale 1994/95) fünf Tore und bei Olympischen Spielen drei Tore. Ihr letztes Spiel in der Nationalmannschaft war das siegreiche Weltmeisterschaftsfinale 2003. Während ihrer aktiven Zeit war sie in Vollzeit bei der Telekom als Kommunikationselektronikerin beschäftigt. Für fußballerische Verpflichtung gewährte ihr Arbeitgeber Wiegmann unbezahlten Urlaub, den der DFB finanziell ausglich.

### Erfolge
- Weltmeisterin: 2003
- Olympische Bronzemedaille: 2000
- Europameisterin: 1991, 1995, 1997, 2001
- Deutsche Meisterin: 1996/97
- DFB-Pokalsiegerin: 1990/91, 1993/94, 1996/97
- DFB-Supercup-Siegerin: 1994, 1997

### Auszeichnungen
- Deutschlands Fußballerin des Jahres: 1997
- Verdienstorden des Landes Nordrhein-Westfalen[3]
- Ehrenspielführerin 2004
- Träger des Silbernen Lorbeerblattes
- 2019: Aufnahme in die Hall of Fame

## Trainerkarriere
Nach der Weltmeisterschaft beendete Wiegmann ihre Karriere als Spielerin und arbeitet nun als Verbandstrainerin im Fußball-Verband Mittelrhein. Sie war zudem Co-Trainerin von Maren Meinert von der U20- und U19-Nationalmannschaft (bis 2019). Am 1. September 2007 übernahm sie die U15-Nationalmannschaft.

## Sonstiges
Bettina Wiegmann gehört dem Kuratorium der Stiftung Jugendfußball an. Die Stiftung Jugendfußball wurde im Jahr 2000 von Wiegmann, Jürgen Klinsmann, weiteren erfolgreichen Nationalspielern sowie den Dozenten des Fußball-Lehrer-Sonderlehrgangs gegründet.